# ساسی دی ماترا
ساسی دی ماترا دو ناحیه (Sasso Caveoso و Sasso Barisano) از شهر ایتالیایی ماترا، باسیلیکاتا هستند که به خاطر خانه‌های غارنشین باستانی خود که از دوره پارینه سنگی محل سکونت بوده‌اند، شهرت دارند.
«ساسی» توسط فودور به عنوان «یکی از منحصر به فردترین مناظر در اروپا» توصیف شده‌است. این اثر همراه با پارک کلیساهای روپسترین در سال ۱۹۹۳ توسط یونسکو به عنوان میراث جهانی ثبت شد.

## تاریخ
ساسی‌ها از یک سکونتگاه تروگلودیت‌های ماقبل تاریخ سرچشمه می‌گیرند و گمان می‌رود جزو اولین سکونتگاه‌های انسانی در ایتالیا باشند. شواهدی وجود دارد که نشان می‌دهد مردم در اوایل سال ۷۰۰۰ قبل از میلاد در اینجا زندگی می‌کردند.
«ساسی» در منطقه فلات مورگیا بین آپولیا و باسیلیکاتا گسترش یافت. این دو ساسی به همراه «سیویتا» و «پیانو» شهر قدیمی ماترا را تشکیل می‌دهند.